# Liegewagen

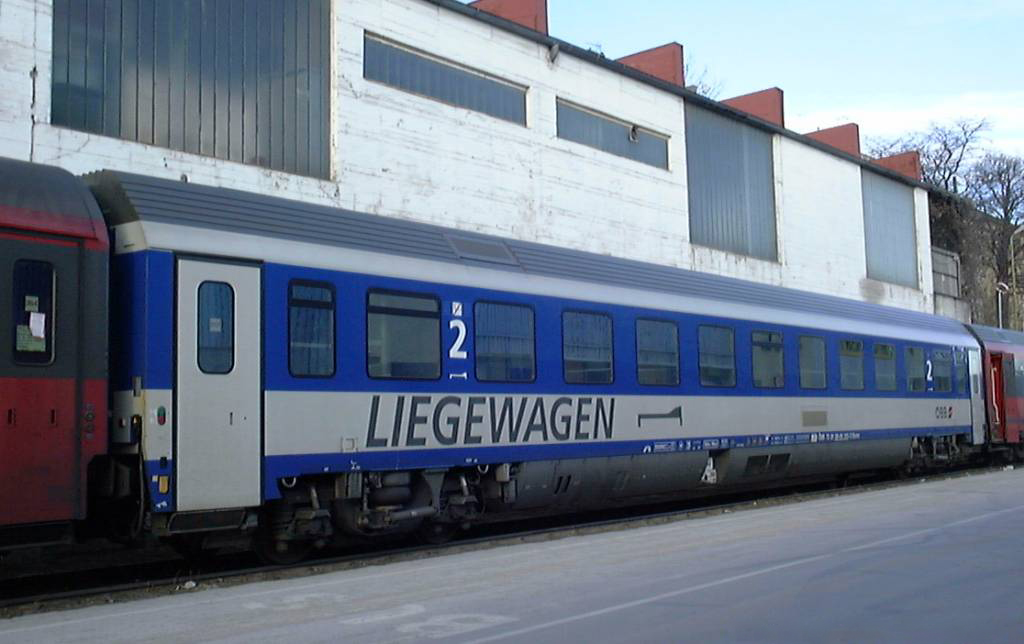
Österreichischer Liegewagen in alter Farbgebung (2002)

Ein Liegewagen (in der Schweiz: Couchette) ist ein Reisezugwagen mit Sitzabteilen, deren Sitze zum Schlafen in eine Art Pritsche (einfaches Bett) umgewandelt werden können. Im Unterschied zu Schlafwagen weisen die Liegewagen eine höhere Belegungsdichte (4 bis 6 Liegen pro Abteil) auf. Sie haben auch weniger Komfort und Privatsphäre, weshalb die Preise niedriger als im Schlafwagen sind.
In den 1950er Jahren begannen mehrere europäische Bahnen mit der Beschaffung moderner Liegewagen. Sie wurden sowohl in regulären Nacht-Schnellzügen eingesetzt, um breiteren Bevölkerungsschichten ein bequemeres Reisen bei Nacht zu ermöglichen, als auch in besonderen Zügen für Reisebüros, wobei die Fahrt als Teil einer Pauschalreise angeboten wurde.

## Geschichte

### Deutsche Reichsbahn-Gesellschaft
Zum 1. Januar 1922 führte die Deutsche Reichsbahn versuchsweise in einem Durchgangszug-Paar zwischen Köln und Berlin „Schlafwagen 3. Klasse“ ein. Die Gattungsbezeichnung lautete WLC 4 ü. Die Wagen boten 12 Abteile zu je drei Plätzen, Bettwäsche wurde aber nicht gestellt. Vom Komfort her war das eine Mischung zwischen Schlafwagen 2. Klasse und den späteren Liegewagen.

### Deutsche Bundesbahn
Vorläufer im Turnusverkehr waren die aus Eilzugwagen der Vorkriegsbauart entstandenen Reisebüro-Sonderzugwaggons, die mit Hängematten ausgestattet waren.
Die DB ließ ab ca. 1953 erste Liegewagen bauen und in Dienst stellen, die gemäß den Vorstellungen vor allem der Touropa, vertreten durch Dr. Degener, für den Turnusverkehr gestaltet wurden. Diese ersten Liegewagen der Bauart CL4ümg-53 (später Bcm 251) blieben in DB-Eigentum und wurden an die Reiseveranstalter wie Touropa, Scharnow und Hummel vermietet. 1954 kam die Gattung CL4ümg-54 (später Bcm 241) hinzu, die ab Sommerfahrplan zum 3. Juni 1956 in den Regelnachtzügen der DB eingesetzt wurden. Diese Wagentypen war Vorläufer der späteren UIC-Bauart X. Diese besaßen zwölf Abteile, wovon zehn bis elf für Liegezwecke vorbehalten waren; in den Wagen für die Reiseveranstalter wurden auch Abteile als Küchenraum, Übertragungsraum bzw. sogar in einzelnen Wagen als Friseurraum genutzt. 
Im planmäßigen Verkehr der DB kamen Liegewagen spätestens ab dem Sommerfahrplan 1955 zum Einsatz. Zur Nutzung war eine Fahrkarte 3. Klasse und die Zahlung einer „Benutzungsgebühr“ in Höhe von 5 DM erforderlich.

Die Liegewagen wurden in der Folgezeit verfeinert. Es entstanden spezielle Waggons mit sogenannten Vorzugsabteilen für die Sonderzüge von Reisebüros.

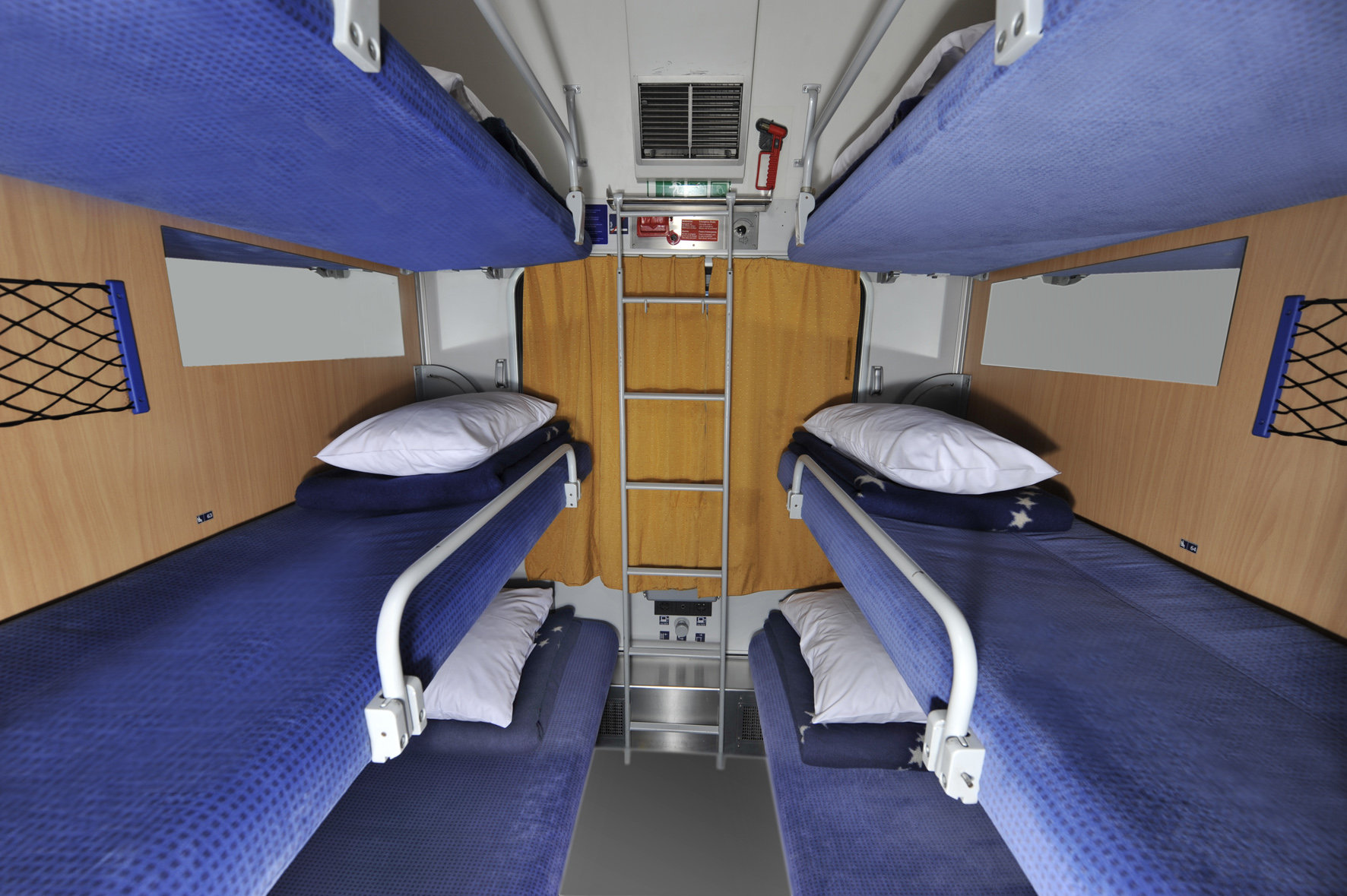
Abteil mit sechs Liegen, Leiter und Relings klappbar (Bauart Bvcmbz^{249.1} nach Modernisierung 2011)

Für den normalen Reiseverkehr wurden ab 1963 modifizierte Wagen der Bauart Bcm 243 angeschafft, die nur noch elf Abteile (die Schnellzug-Wagen hatten weiter zwölf) enthielten, wofür eines Begleitzwecken diente. Für den Turnusverkehr entstanden 27,5 Meter lange Turnus-Liegewagen mit Vorzugsabteilen in Wagenmitte der Bauart Bctm 256. Sie waren die längsten Liegewagen Europas. Die Vorzugsabteile in den Reisebüro-Liegewagen konnten wahlweise zu einem Großabteil zusammengelegt werden.
Die Liegewagen der DB hatten ursprünglich einen grünen Anstrich und wurden ab der Klassenreform 1956 in blau für Touropa ausgeführt, und in Laubgrün für Scharnow. Die DB Wagen für den Planverkehr und die Wagen für Hummel Reise erhielten einen Anstrich in Chromoxidgrün. Ab 1964 wurden Liegewagen in Kobaltblau ausgeliefert bzw. nach und nach umlackiert. Einige Liegewagen bekamen 1972 eine sogenannte Pop-Lackierung in Kieselgrau mit Fensterband in Blaulilla, Rotviolett oder Kobaltblau. Ab 1974 erhielten die Liegewagen der DB, einschließlich der von den Touristikunternehmen übernommenen Wagen, ein Anstrich in ozeanblau/elfenbein  (RAL 5020 und RAL 1014).
Die 1986 eingeführten Produktfarben der Deutschen Bundesbahn bekam die DB-Liegewagen nicht, obwohl die IR-Variante blau/weiß, die für Fernverkehr stand, vorgesehen war. Der neue Farbgebung war aber anfangs spezifik für neue, modernisierten oder besondere Wagen bestimmt. Erst ab 1996 wurde bei Liegewagen der DB der damals neue rot/weiße Fernverkehrsanstrich in Zusammenhang mit den Modernisierung eingeführt. Einige die neu modernisierten Wagen fanden in nachtblauer Lackierung in den City-Night-Line-Zügen ein neues Betätigungsfeld.
Für den TUI-FerienExpress der Touristik Union International (TUI), die aus Touropa und Scharnow hervorging, wurden ab Ende 1979 Liegewagen mit höherem Komfort gebaut (nur fünf Betten pro Abteil, Klimaanlage). Diese Wagen wurden später an die NS verkauft und gingen nach dem Ausstieg der NS aus dem Nachtreisegeschäft an verschiedene Sonderzugbetreiber, heute werden einige Wagen von MSM und TRI betrieben.
Die Deutsche Bundesbahn hatte mit der Tochtergesellschaft DSG einen Vertrag über die Bewirtschaftung und Personalgestellung von Betreuern für die Liegewagen abgeschlossen. Für die planmäßigen Nachtzüge (Regelzüge) stellte somit die DSG die Liegewagenbetreuer über viele Jahre; diese Tätigkeit wurde häufig von studentischen Aushilfskräften ausgeübt, die meistens über Jahre in den Semesterferien und an Feiertagen wie Weihnachten und Ostern bei der DSG arbeiteten.

### Deutsche Reichsbahn

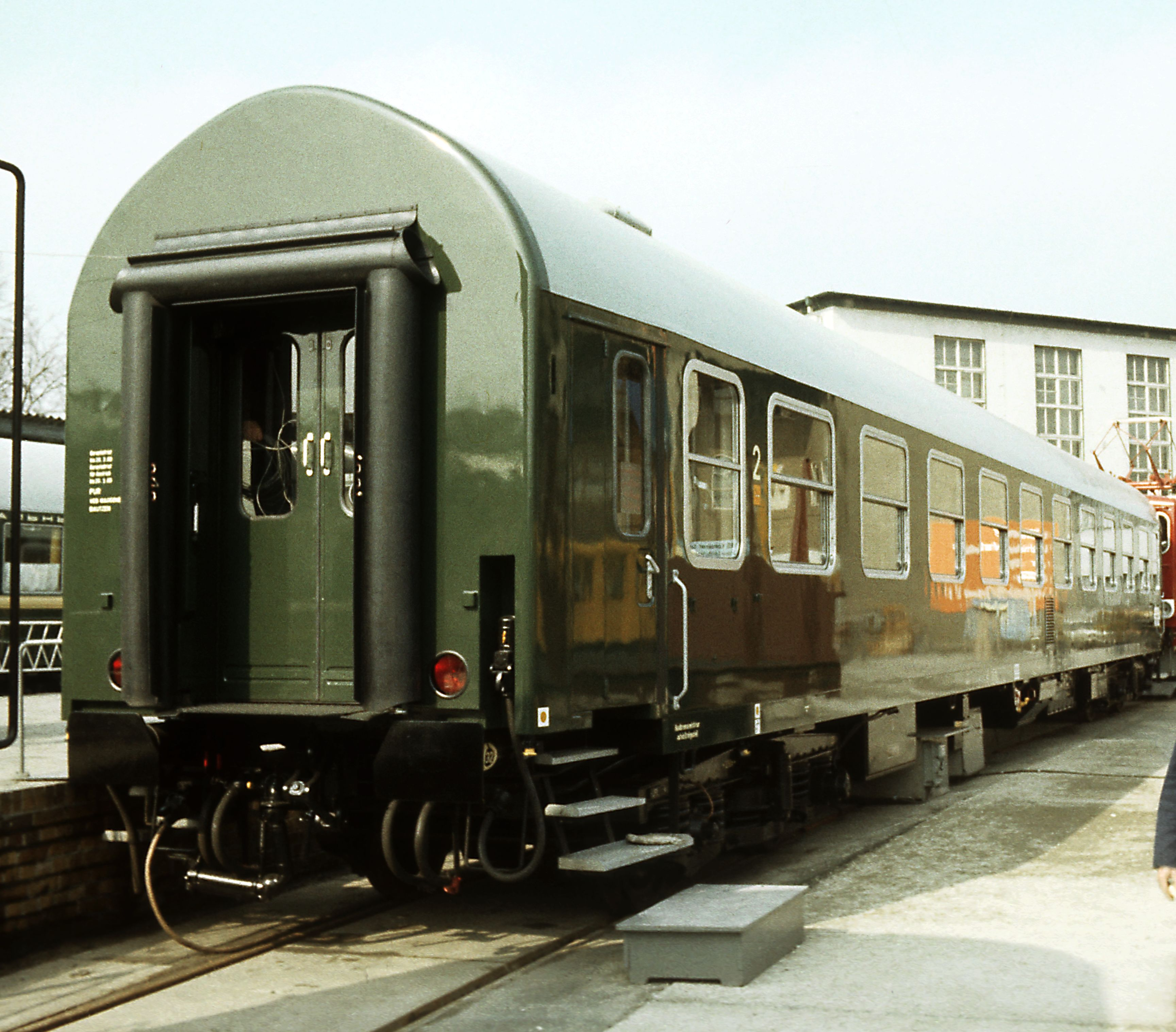
Liegewagen des Typs Y/B70 (Baujahr 1979)

Als eine der ersten Neubeschaffungen nach Kriegsende erschienen 1951 die ersten Liegewagen, zunächst als Schlafwagen dritter Klasse (WLC4ül-50) eingeordnet. Sie entsprachen mit eingezogenen Einstiegstüren, Senkfenstern, Faltenbalg-Wagenübergängen und der Länge über Puffer von 21,27 m wagenbaulich den Schnellzugwagen der Einheitsbauart und liefen auf Drehgestellen der Bauart Görlitz III leicht. Die Liegen waren mit grünem Kunstleder bezogen. Teilweise wurden diese Wagen später umgebaut, dabei erhielten sie Fenster, bei denen nur noch das obere Drittel mittels einer Kurbel geöffnet werden konnte. Ausgemustert wurden sie um 1980, nachdem sie in den letzten Jahren zuvor nur noch als Sitzwagen eingesetzt wurden.
Auf Basis der B und Y/B-70-Wagen beschaffte die DR Liegewagen, die sonst weitgehend den Sitzwagen glichen. Solche Wagen wurden auch an andere osteuropäischen Eisenbahnverwaltungen geliefert.
Die Lieferung 1964 entsprach dem Typ B mit rechteckigem Grundriss, auffällig waren die mit lindgrünem Sprelacart verkleideten Innenwände. Neu war, dass Tagessitz- und Liegefläche getrennt waren, da die Liegen in die Nachtstellung heruntergeklappt wurden. Die Liegeflächen waren damit im Gegensatz zu denen der DB-Wagen absolut eben. Wegen der Dachwölbung waren die oberen Liegen am Fußende eingezogen. 1979 wurde eine neue Serie, dem Typ Y/B 70 entsprechend, geliefert. Die DR erhielt 60 Fahrzeuge, die ČSD ebenfalls, die MÁV 30 und die BDŽ 20. Die Wagen hatten Einstiege mit dritter Trittstufe, Wandverkleidungen mit Mahagonidekor und textilbezogene Liegeflächen. Die DR-Wagen waren zuerst dunkelgrün lackiert, ab den frühen 1980er Jahren erhielten sie ebenso den üblichen chromoxidgrün-beigen Lack der DR-Reisezugwagen.
Ab 1984 folgten 50 Liegewagen in UIC-Z-Bauart mit 26,4 Meter langen Fahrzeugen, die sonst den Halberstädter Wagen glichen, aus dem Waggonbau Bautzen. Diese Bauart lief vollständig auf Drehgestellen der Bauart GP200, bei 20 Wagen anfangs mit Magnetschienenbremse. Die ursprünglich eingebaute Dampfheizung wurde später ausgebaut. Ein Teil dieser Wagen wurde an Bahntouristikexpress und später an die Schienenverkehrsgesellschaft verkauft.
Alle DR-Liegewagen ab dem Baujahr 1964 hatten aufgrund ihrer Ableitung von den Sitzwagen im Vergleich zu denen der DB (acht Sitzplätze im Abteil statt sechs, dafür keine Notsitze im Gang) einen etwas schmaleren Seitengang und dadurch längere Liegeflächen.

### Österreich

#### Ehemalige Bauarten

##### Sportliegewagen Bauart 1932
In den Jahren 1932 bis 1937 baute die österreichische BBÖ 15 ältere zweiachsige Wagen in Sportliegewagen um. Diese hatten vier Abteile zu je sechs Liegeplätzen und einen Abort, sie wurden überwiegend in Wintersportzügen eingesetzt. Nach 1945 wurden die noch vorhandenen Wagen in Sitzwagen rückgebaut.

##### Bc4üh 31 660 – 681
In den Jahren 1954 bis 1956 lieferte SGP Simmering 22 Liegewagen mit der Bezeichnung Bc4üh, wobei die ersten 12 Wagen (660 – 671) zu Beginn noch als SC4üh (Sonderwagen 3. Klasse, vierachsig, geschlossener Übergang, elektrische Heizung) bezeichnet wurden. Es waren die ersten Reisezugwagen der ÖBB mit einer Gesamtlänge von 26,4 m.
Innen waren die Wagen mit zwölf Abteilen zu je sechs Plätzen ausgestattet, wobei ein Abteil als Dienstabteil verwendet wurde. Das erste Baulos (660 – 671) besaß drei Waschräume, das zweite Baulos (672 – 681) derer vier. Zu Beginn hatte die Wagen Übersetzfenster der Bauart Wegmann, die allerdings beim großen Umbau 1961 durch jene der Bauart VMW mit Gummidichtung ersetzt wurden. Weiters wurden Regenleisten angebracht, die Drehgestelle der Bauart SGP 53 mit Stoßdämpfern ausgerüstet und die Wiegeblattfedern durch Schraubenfedern ersetzt, wodurch sich die Bezeichnung auf SGP 53U änderte. Der Innenraum wurde mit Dekorplatten verkleidet und die Kunstlederbezüge der Sitze durch Wollplüschbezüge getauscht. Die Anzahl der Plätze verringerte sich durch den Einbau eines vollwertigen Dienstabteils von 72 auf 66. Die Wagen des ersten Bauloses erhielten einen weiteren, vierten Waschraum.
Mit der Einführung des neuen UIC-Nummernschemas im Jahr 1968 änderte sich die Bezeichnung der Wagen auf Bcm 51 81 51-50 000 bis 021 sowie die Beschriftung: Die bisherige Anschriftentafel links unten fiel weg, die Wagennummer wurde in der Kastennummer abgebracht und die metallenen Wagenklassenziffern durch Klebeziffern ersetzt. Ca. ab 1970 wurden Raucher- und Nichtraucher-Piktogramme angebracht.
Zwischen 1967 und 1974 erfolgte die Ausstattung mit Drehgestellen der Bauarten SGP IVb, SGP Va und Wegmann 15. Ebenfalls in den 1970er-Jahren wurden Gummiwulstübergänge eingebaut. 1979 erhielten die Wagen eine neue Lackierung anstelle der bisherigen in Tannengrün, Tiefschwarz und Weißaluminium: RAL 5002 (Ultramarinblau) für den Wagenkasten und die Schürzen, RAL 1014 (Elfenbein) für die Gliederungsstreifen und das Dach, RAL 7022 (Umbragrau) für das Fahrwerk und RAL 9005 (Tiefschwarz) für die Drehgestelle. Ab 1982 wurden sowohl das Dach als auch die Drehgestelle umbragrau lackiert.

##### Bc4üh 31 700 – 711
Die zweite Serie an Liegewagen wurde von SGP im Jahr 1960 geliefert. Sie entsprach weitgehend der Vorgängerserie. Die Stirnseiten mit den Gummiwulstübergängen wurden neu gestaltet, die außenbündigen Drehtüren ließen sich nun nach innen öffnen.
Die Wagen waren mit zehn Abteilen zu je sechs Plätzen, einem Schaffnerabteil, vier Toiletten (je zwei am Wagenende) sowie zwei Waschräumen mit je drei Waschbecken ausgestattet. Auch bei diesen Wagen erfolgte in den 1960er-Jahren die oben erwähnten Umbaumaßnahmen (Fenster, Drehgestelle …).
Mit der Einführung des neuen UIC-Nummernschemas im Jahr 1968 änderte sich die Bezeichnung der Wagen auf Bcm 51 81 50-50 001 bis 011.
1982 erfolgte aufgrund der Lieferung neuerer Wagen die Überleitung in den Inlandwagenpark, sodass die Wagen 002, 004 bis 011 nun als Bm 50-30 bezeichnet wurden (der Wagen 000 blieb als Liegewagen erhalten, der Wagen 003 war bereits 1974 bei einem Brand zerstört worden) und vorwiegend in Regionalzügen zum Einsatz kamen. Zwischen 1983 und 1988 erfolgte der Umbau in die Gepäckwagen Dmsz 51 81 95-30 001, 002, 004 – 011. Im Gegensatz zu den bestehenden Gepäckwagen der Serie 95-50 wurde auf den Einbau von Beobachtungskanzeln verzichtet, sodass die Wagen nur über ein Dienstabteil sowie einen Seitengang statt Mittelgang verfügen. Die Wagen 004, 005, 007 und 010 erhielten die damals übliche Eurofima-Lackierung: Kasten in Reinorange (RAL 2004) mit einem Zierstreifen in Lichtgrau (RAL 7035). Dach, Drehgestelle und Fahrwerk wurden in Umbragrau (RAL 7022) lackiert. Die restlichen Wagen erhielten das neue Fahrschema: Kasten in Elfenbein (RAL 1014) mit einem Fensterband in Umbragrau (RAL 7022) und Gepäckraumtüren in Blutorange (RAL 2002). Zwischen 1990 und 1992 wurden auch die Wagen 004, 005, 007 und 010 angepasst, wobei statt Elfenbein nun Achatgrau (RAL 7038) und Verkehrsrot (RAL 3020) statt Blutorange verwendet wurde.
Der Wagen 50-50 000 wurde 1988 zum RoLa-Begleitwagen 59-50 900 umgebaut. Im Zuge der Herabsetzung der Höchstgeschwindigkeit auf 120 km/h im Jahr 1992 erfolgte die Umnummerierung in 59-10 900.

##### Bc4üh 31 720 – 722
1963 lieferte die Schiffswerft Linz die Kleinserie Bc4üh 31 720 – 722, die wagenbaulich den zeitgleich gelieferten Wagen der Type UIC-X entsprach. Die Wagen waren bereits ab Werk mit Drehfalttüren ausgestattet und besaßen im Vergleich zu den anderen Liegewagen 1200 mm statt 1000 mm breite Fenster sowie auf der Gangseite ein Lüftergitter mit waagrechten Lamellen aufgrund des Einbaus einer Zweikanal-Luftheizung.
Innen waren die Wagen mit zehn Abteilen zu je sechs Plätzen, einem Dienstabteil, zwei Toiletten und drei Waschräumen ausgestattet. Mit der Einführung des neuen UIC-Nummernschemas im Jahr 1968 änderte sich die Bezeichnung der Wagen auf Bcm 51 81 50-50 020 bis 022. 1979 erhielten die Wagen den typischen Anstrich in Ultramarinblau und Elfenbein. Durch die Lieferung der Serie 59-70 in den Jahren 1981 und 1982 wurden sie nur noch gemeinsam mit älteren Wagen bei den Schnellzügen D 252/253 nach Beograd und im saisonierten D 1254/1255 nach Zagreb bis zum Beginn der Jugoslawienkrise eingesetzt.
Zwischen 1992 und 1993 erfolgte der Umbau in die RoLa-Begleitwagen 59-10 109 bis 111.

##### Bcmoz 50-70 000 – 029
In den Jahren 1976 und 1977 lieferten die Jenbacher Werke die 30 Liegewagen 50-70 000 bis 029 als Lizenzbau der Schweizer RIC-Liegewagen der Waggonfabrik Schlieren. Die 26,4 Meter langen und 41 Tonnen schweren Wagen sind mit Drehgestellen der Bauart Minden-Deutz MD 36 ausgestattet und für eine Höchstgeschwindigkeit von 160 km/h zugelassen.
Innen waren die Wagen mit zehn Abteilen zu je sechs Plätzen ausgestattet, wobei in der Nachtstellung sowohl vier als auch sechs Liegen zur Verfügung stehen konnten. Die Abteile waren mit einer Länge von 1894 mm ein wenig größer als bei den Vorgängerserien. Weiters gehörten ein Dienstabteil, je ein WC am Wagenende und drei Waschräume zur Inneneinrichtung.
Die Wagen waren zu Beginn in Ultramarinblau, Cremeweiß (RAL 9001) und Tiefschwarz lackiert und als Bcmoz beschriftet und hatten auf jeder Seite eine blaue Türüberwachungsleuchte. Ab 1981 entfiel das Gattungszeichen „o“, 1982 wurden das Dach, die Drehgestelle und das Fahrwerk umbragrau lackiert. Später wurden die Türüberwachungsleuchten entfernt. Ab 1987 wurde bei den Wagen 009 und 015 wieder ein neues Farbschema erprobt: Wagenkasten in Elfenbein, Fensterband in Ultramarinblau, Dach, Fahrwerk und Drehgestelle in Umbragrau. Die restlichen Wagen erhielten später auch diese Lackierung, wobei statt Elfenbein Achatgrau verwendet wurde. Ab 1991 erhielten die Wagen die Raucher- und Nichtraucherpiktogramme.
Im Zuge der Lieferung der Serien 59-91.1 und 59-91.2 erfolgte der Umbau in RoLa-Begleitwagen.

#### Heutiger Stand
Heute setzen die ÖBB-Personenverkehr Liegewagen fünf verschiedener Bauarten ein, die seit 2016 in das nightjet-Design (nachtblau mit verkehrsrotem Streifen und angedeutetem Sternenhimmel) umlackiert werden. Seit 2020 werden nur noch vier Plätze pro Abteil verkauft.

##### Bcmz 59-90.0 ex 59-70.0
1981 bis 1982 lieferten die Jenbacher Werke 60 Liegewagen 51 81 59-70.0 aus, die wagenbaulich auf den Bcmoz 50-70.0 basieren, jedoch nur noch neun Liegeabteile und dafür erweiterte Toiletten- und Waschräume aufweisen. Sie wurden 2004 bis 2010 mit Klimaanlagen ausgestattet und für 200 km/h ertüchtigt, seitdem werden sie als 61 81 59-90 000 bis 059 bezeichnet. Ein Teil der Wagen wurde für die Rollende Landstraße umgebaut bzw. an andere Betreiber verkauft. 14 der Wagen übernahm das tschechische Eisenbahnunternehmen Regiojet. Ende 2021 waren noch 28 Wagen im Betrieb. Nach dem Eisenbahnunfall von Pardubice regte Regiojet aufgrund des Verhaltens eines Wagens dieser Bauart in dem Zusammenstoß eine europaweite Überprüfung dieses Wagentyps an.
Die Wagen waren bei Auslieferung ultramarinblau lackiert und erhielten in den 1990er Jahren einen Neuanstrich in achatgrau mit ultramarinblauem Fensterband. Nach 2000 wurde der Innenraum modernisiert, die Gangwände der Abteile sind nun nicht mehr verglast, der Anstrich in Grautönen mit rotem Dach entsprach den EC/IC-Wagen des Upgrading-Programms. Seit 2016 wurden die verbleibenden Wagen in das nightjet-Design umlackiert.

##### Bcmz 59-91.1
Gemeinsam mit den druckertüchtigten EuroCity-Wagen lieferten die Jenbacher Werke 1991 auch zehn Liegewagen Bcmz 61 81 59-91 100 bis 109 aus. Sie sind als weltweit erste Liegewagenbauart druckertüchtigt und laufen auf Drehgestellen MD 52. Bei Ablieferung waren sie achatgrau mit ultramarinblauen Fensterbändern und verkehrsroten Übergangstüren, auch sie erhielten Neuanstriche in Grautönen mit rotem Dach sowie seit 2016 in nightjet-nachtblau.

##### Bcmz 59-91.2
Zur weiteren Modernisierung des Liegewagenparks und um ältere Liegewagen für die Rollende Landstraße freizusetzen, wurden 2000 bis 2001 zwanzig ebenfalls druckertüchtigte Liegewagen beschafft. Sie wurden von Siemens SGP konstruiert und bei Bombardier Dunakeszi endmontiert. Die Wagen laufen auf luftgefederten Drehgestellen SGP 400 und haben eine neue Wagenkastenform mit kantigem Dach, die an die zuvor gebauten Modularwagen erinnert und später beim railjet sowie anderen Wagen übernommen wurde. Wie die Vorläuferbauart waren sie bei Ablieferung ultramarinblau/achatgrau, das folgende Farbschema in Grautönen mit rotem Dach wurde nur bei einem einzigen Wagen dieser Serie umgesetzt. Seit 2016 wurden auch sie äußerlich für den nightjet umgestaltet.

##### Bvcmbz 59-90.0 (ex DB)

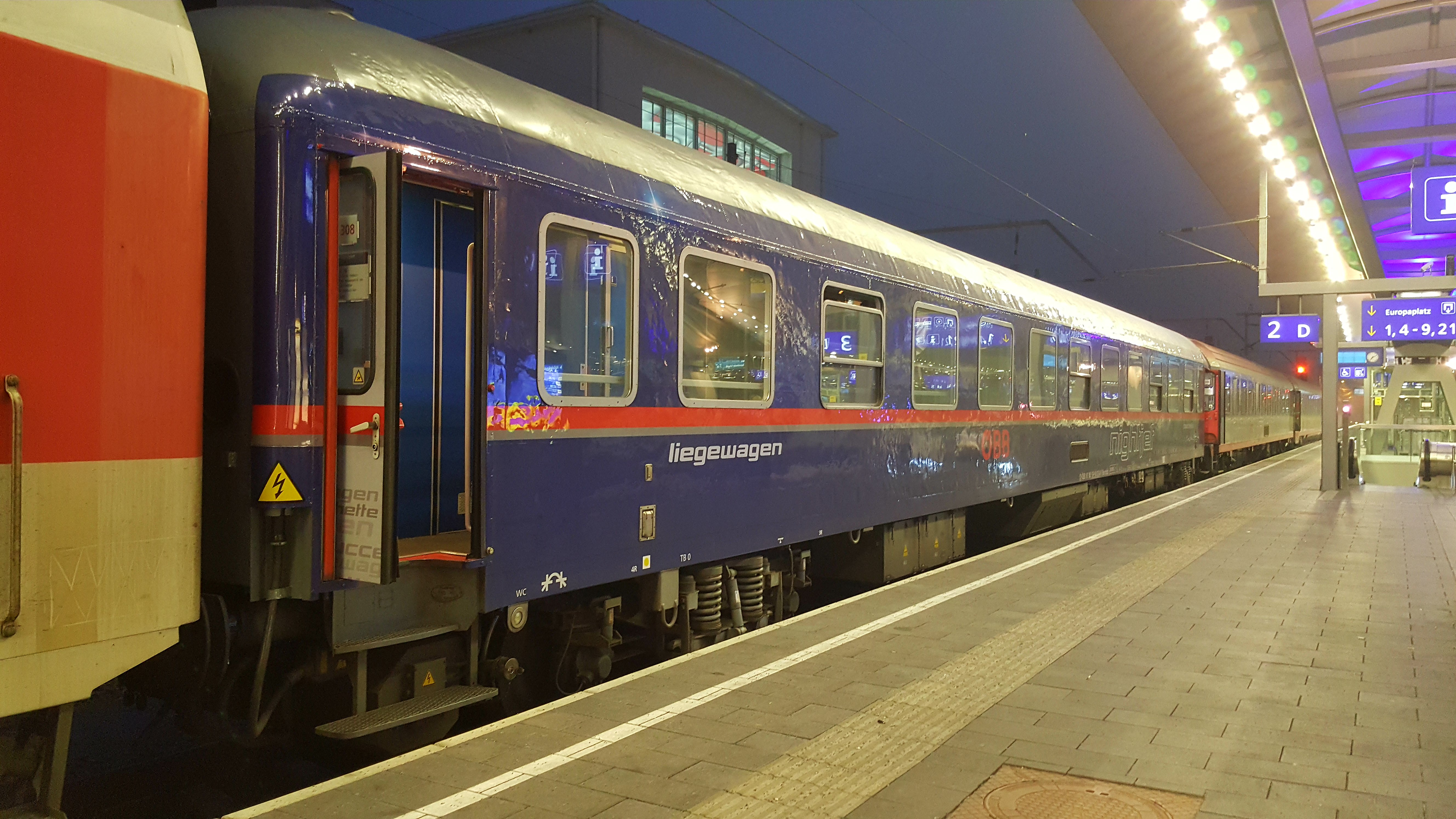
Nightjet-Liegewagen in Graz Hauptbahnhof

15 Liegewagen Bvcmbz 61 80 59-90 002 – 044 wurden 2016 von DB Fernverkehr übernommen. Diese Wagen wurden von 1962 bis 1967 bei Credé, WMD, DWM und O&K als Bc4üm-62 gebaut, später als Bcm243 bezeichnet, in den 1980er Jahren in Bcmh246 umgebaut, dann von 2001 bis 2004 im Ausbesserungswerk Halberstadt in Bvcmbz249.1 umgebaut, dabei wurden zwei Liegeabteile in ein behindertengerechtes Abteil und eine barrierefreie Toilette umgebaut, eine Klimaanlage installiert und neue Drehgestelle MD 52 eingebaut. Bald nach ihrer Übernahme trugen alle Wagen das nightjet-Design. Zwei Wagen wurden 2019 kassiert.

##### Bbcmvz 59-91.3 (Umbau)
22 druckertüchtigte Abteilwagen Bmz 21-91.1 (SGP/Jenbacher 1990 bis 1992) wurden in Multifunktions-Liegewagen Bbcmvz 73 81 59-91 300 bis 321 umgebaut und 2021/2022 in Betrieb genommen. Sie weisen einen Bereich zur Fahrradbeförderung, sieben Vierbettabteile in neuem Design, ein rollstuhlgerechtes Zweibettabteil und barrierefrei zugängliche Toilette sowie einen Dienstraum auf. Wagenbaulich entsprechen diese Wagen weitgehend den Bcmz 59-91.1, auch sie sind im nightjet-Design gestaltet.

### Schweizerische Bundesbahnen

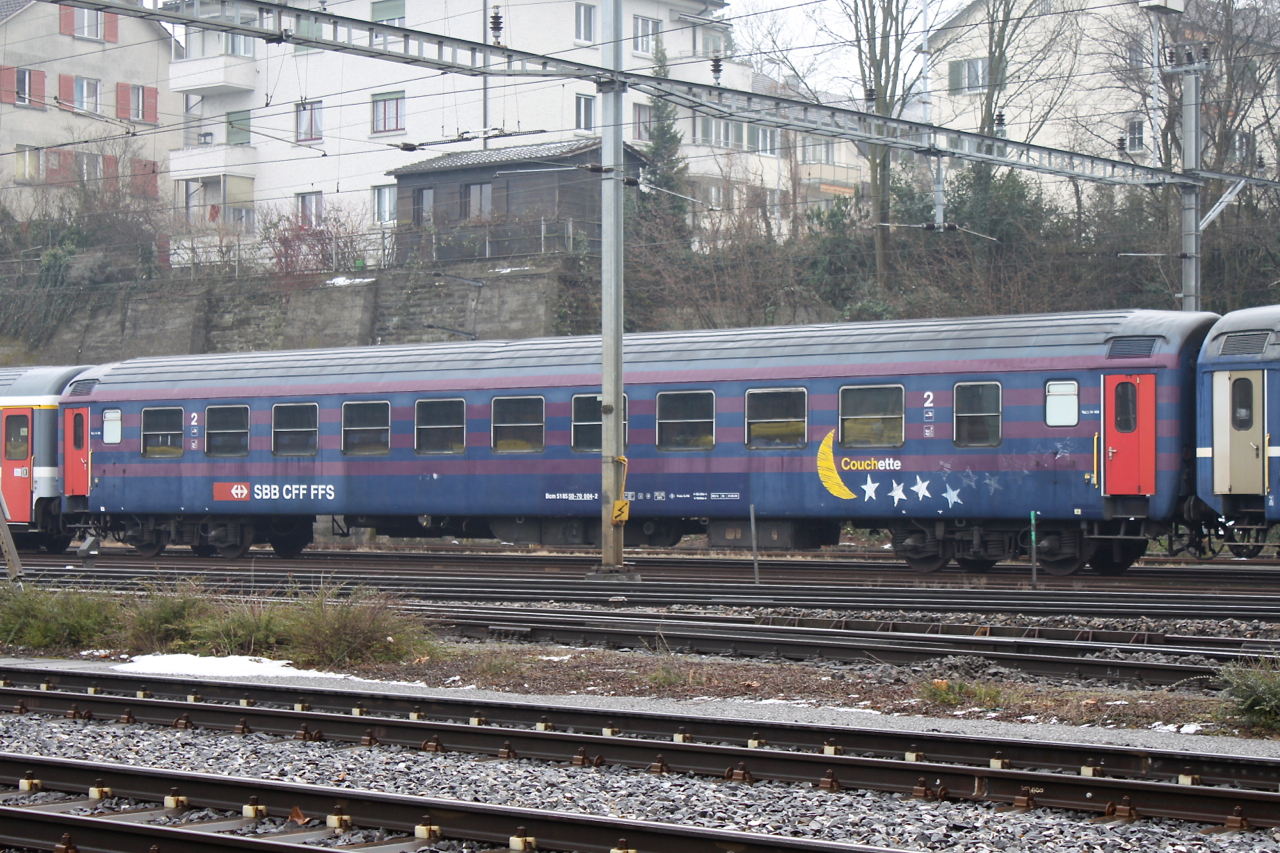
Modernisierter SBB-Liegewagen Bcm 50-70.0 mit violetten Streifen

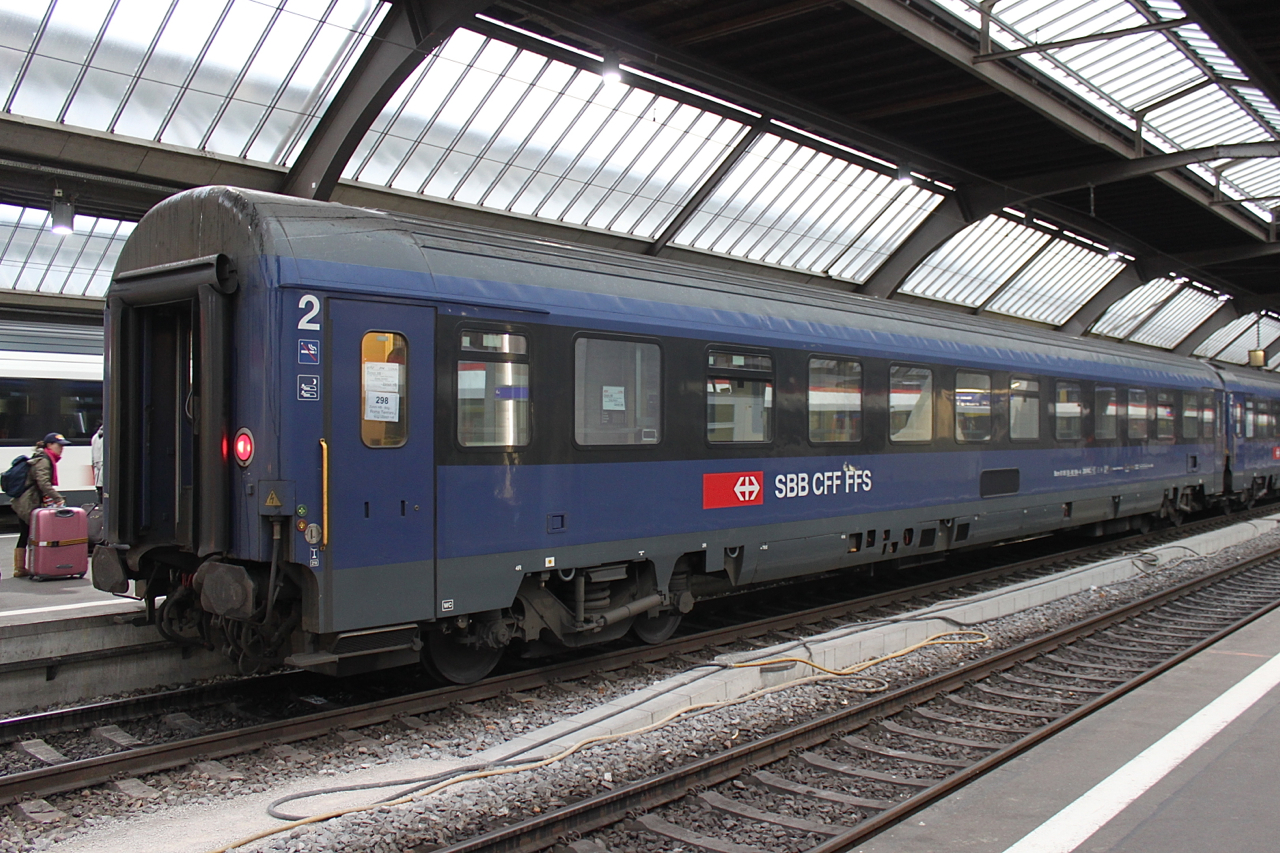
Modernisierter Eurofima-Liegewagen der SBB

Die SBB hatten Liegewagen von drei Grundbauarten:
- 30 Bc4ü 5151 bis 5180, später Bc 59-80 000 bis 029 (1960 bis 1961), 23,7 m lang, neun Abteile (abgeleitet aus BLS-Schlierenwagen)
- 50 Bcm 5181 bis 5200 (erste Serie), später Bcm 50-70 000 bis 049 (1964 bis 1972), 26,4 m lang, zehn Abteile (Bauart UIC-Z2)
- 20 Bcm 50-70 100 bis 119, ab 2002 modernisiert zu 59-90 100 bis 119 (1979), 26,4 m lang, zehn Abteile (Bauart Eurofima), 2011 als Begleitwagen für die RAlpin AG umgebaut.

Die Liegewagen waren zunächst tannengrün wie andere Reisezugwagen und nur an kleinen Liegewagen-Beschriftungen neben den Türen erkennbar; die Wagen von 1960/1961 behielten diese Farbgebung bis zu ihrer Ausmusterung. In den 1970er Jahren wurden die 26,4 m langen Wagen kobaltblau mit einem cremeweißen Streifen unter den Fenstern und dem neuen SBB-Signet unter dem ersten Abteilfenster links, analog zu den Schlafwagen des TEN-Pools. In den 1980er Jahren wurden viele Wagen auf die neue Beschriftungsnorm umgestellt und erhielten das aktualisierte Logo im roten Rechteck. Modernisierte Wagen der Serie 50-70.0 wurden in den 1990er Jahren kobaltblau mit vier breiten violetten Streifen, roten Türen, einem gelben Mond und weißen Sternen. Die modernisierten Eurofima-Liegewagen 50-90.1 wurden kobaltblau mit einem schwarzen Fensterband lackiert.
Seit 2009 betreiben die SBB keine eigenen Liegewagen mehr.

## Andere Bahnen

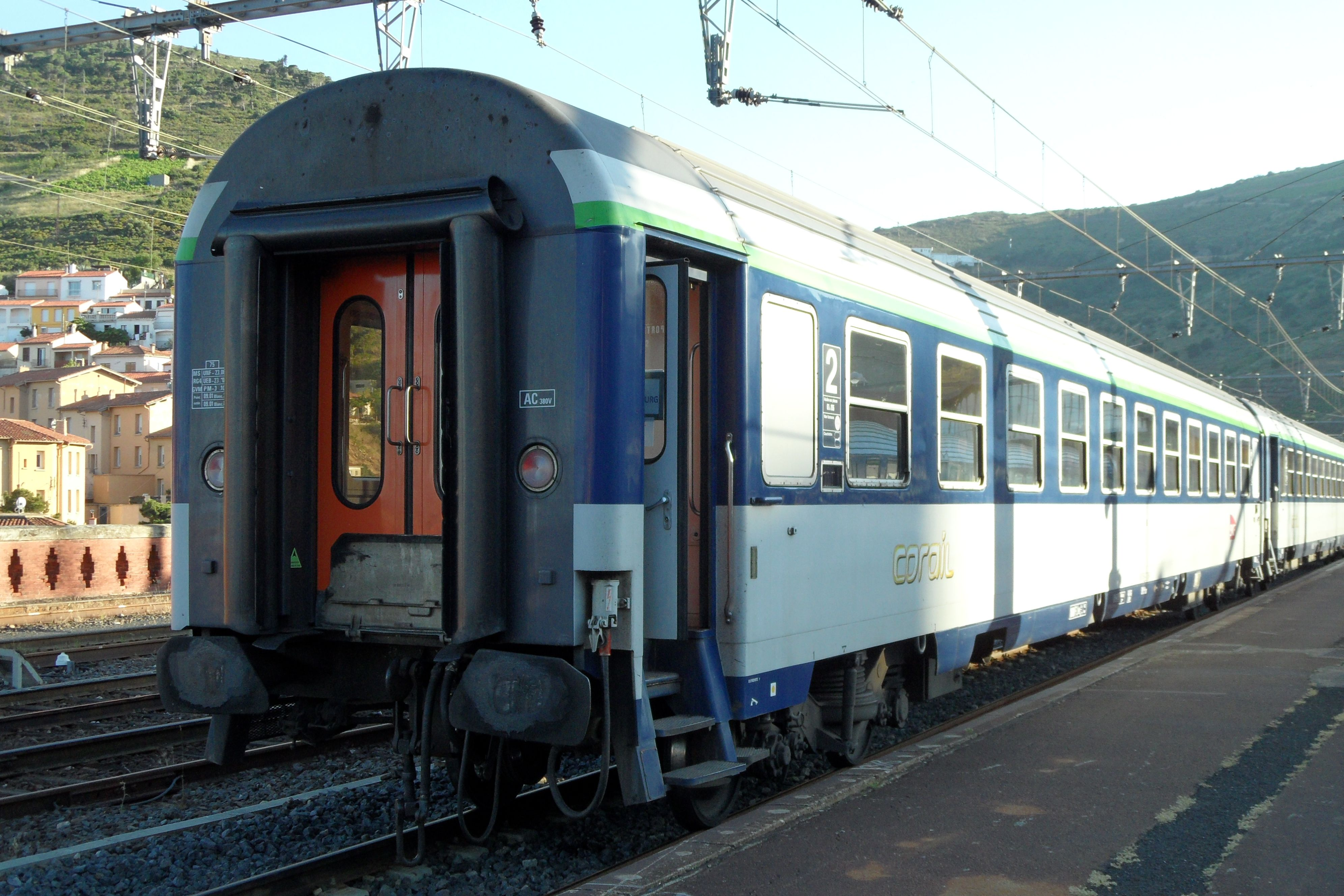
Corail-Liegewagen der SNCF in Cerbère (mit breiten Puffertellern für den Verkehr mit Spanien)

Die französische Staatsbahnen SNCF hatten in den 1980er Jahren als Billigangebot so genannte Cabine-8-Wagen eingeführt, bei denen in jedem Abteil acht besonders ausgeformte Liegesitze in Wannenform vorhanden waren. Diese Wagen waren zuschlagfrei zu benutzen. Sie bewährten sich jedoch nicht. Inzwischen wurden sie für andere Zwecke umgebaut.
Viele der europäischen Bahnverwaltungen gingen in den 1970er Jahren über, ihre Liegewagen mit einem schlafwagenblauen Anstrich zu versehen (Tschechien, Frankreich, Belgien, Dänemark, Österreich, Schweiz) mit mehr oder weniger Anteil Blau.

## Formen
Liegewagen bieten heute in neun bis elf Abteilen pro Wagen bis zu sechs Liegen an, die sich am Tag in Sitzbänke umwandeln bzw. wegklappen lassen, sowie ein Begleiterabteil. Darüber hinaus sind sie mit Toiletten und Waschräumen ausgestattet. Beim Liegewagenbegleiter sind Getränke und Frühstück erhältlich (bei einigen Zügen, darunter Nightjet der ÖBB-Personenverkehr, ist ein kleines Frühstück im Liegewagenzuschlag eingeschlossen). Liegewagen können normalerweise mit Fahrkarten der zweiten Wagenklasse benutzt werden.
Einige Eisenbahnen, darunter die in Frankreich, Ungarn und Rumänien, bieten oder boten auch Liegewagen erster Klasse an, die dann nur vier Liegeplätze pro Abteil haben oder hatten (in der Tagstellung aber sechs Sitzplätze).
Eine besondere Art des Liegewagens war der Kajütliegewagen in den Talgo-Nachtzügen des innerdeutschen Verkehrs (bis 2009). Die Sitze beiderseits des Mittelganges ließen sich in eine Liege umwandeln, eine weitere wurde aus der darüber liegenden Decke des Fahrzeugs herausgeklappt. Die Liegen waren lediglich mit Vorhängen vom Mittelgang abgetrennt. Diese Bauform leitet sich von amerikanischen Pullman-Schlafwagen ab. Sie wird auch bei der Malaysischen und der Thailändischen Eisenbahn eingesetzt.
In den Fernzügen der ehemaligen Sowjetunion werden als billigste Kategorie mit reserviertem Schlafplatz die Platzkartewagen (russisch: Плацкартный вагон) angeboten, bei denen sich Liegen in Längs- und Querrichtung in einem Großraum befinden. Diese werden häufig auch bei reinen Tages-Fahrten eingesetzt.
Einige neuere Nachtzüge, z. B. City Night Line, führen Sleeperette-Wagen (Ruhesesselwagen) mit verstellbaren Liegesitzen in einem Großraum als Billigkategorie. Der Versuch, diese »Liegesitze« als alleinige Alternative zu Schlafwagen einzuführen, endete jedoch mit einem finanziellen Misserfolg. City Night Line musste sowohl in den Talgo- als auch in den regulären, von DACH-Hotelzug übernommenen Nachtzugverbindungen, wieder Liegewagen einführen.

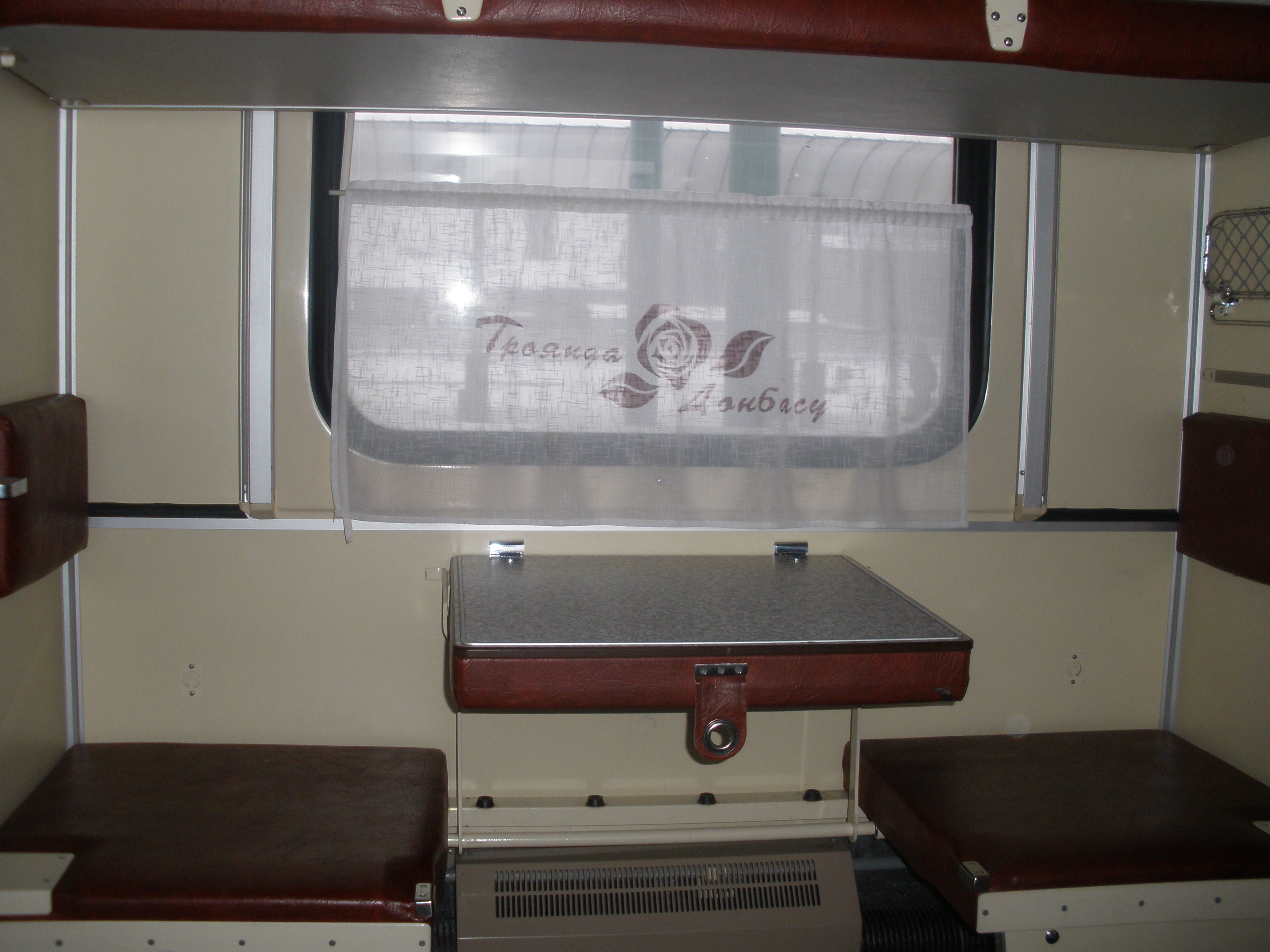
In einem ukrainischen Liegewagen der Plazkartny-Klasse
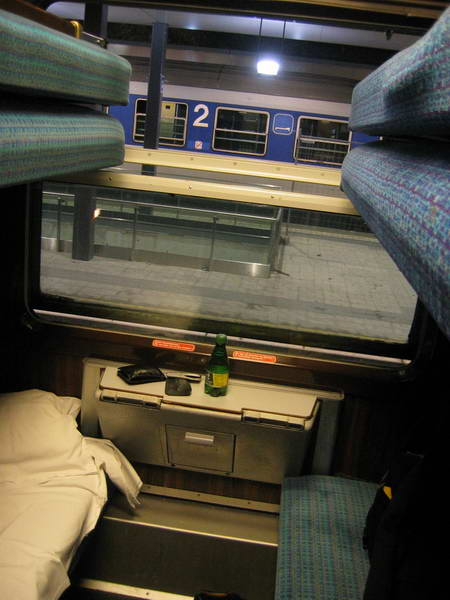
ÖBB-Liegewagen älterer Bauart

## Trivia
In den Anfangsjahren des Liegewageneinsatzes bei der Deutschen Bundesbahn warb diese für das neue Produkt mit folgendem Schüttelreim:
Schon als wir in der Wiege lagen,

da träumten wir vom Liegewagen.

Jetzt kann man nachts im Wagen liegen

und sich in allen Lagen wiegen.
(Amtliches Kursbuch der Deutschen Bundesbahn, Winter 1961/62)